# Вилемсоне, Эмма Петровна
Эмма Петровна Вилемсоне (латыш. Emma Vilemsone; 1905 год — дата смерти неизвестна) — птичница совхоза «Берзе» Добельского района Латвийской ССР. Герой Социалистического Труда (1966).

## Биография
Трудовую деятельность начала подростком. Трудилась пастушкой у зажиточных крестьян. Позднее трудилась дворником, рабочей на железной дороге. Во время войны потеряла сына, погибшего от взрыва бомбы. После войны трудилась на бумажной фабрике в городе Слока (сегодня в границах Юрмалы).
С 1960 года — птичница совхоза «Берзе» Добельского района, в котором была создана птицеводческая ферма на 30 тысяч голов куры яйценосной породы. В первый же год работы на ферме вырастила 12 тысяч цыплят и сдала совхозу 7,2 тонны мяса.
В 1962 году в совхозе был построен инкубатор и Эмма Вилемсоне перешла на доращивание цыплят. Ежегодно выращивала более 50 тысяч цыплят. Падёж цыплят на её участке составлял минимальный процент, в отличие от среднего показателя по совхозу в 10 %. Самостоятельно составляла кормовую и витаминную смесь, грамотно соблюдала правила кормления, в результате чего добилась высокого процента сохранения вылупившихся цыплят. В 1964 году вырастила 61312 полуторамесячных цыплят при падеже в 2,7 % и в 1965 году — 76160 полуторамесячных цыплят при падеже в 4,8 %.
Указом Президиума Верховного Совета СССР от 22 марта 1966 года удостоена звания Героя Социалистического Труда «за достигнутые успехи в развитии животноводства, увеличение производства и заготовок мяса, яиц, и другой продукции» с вручением ордена Ленина и золотой медали Серп и Молот.
Проработала в совхозе до выхода на пенсию. Проживала в Добельском районе.